# Cherry (Illinois)
Pour les articles homonymes, voir Cherry.
Ne doit pas être confondu avec Cherry Valley (Illinois).

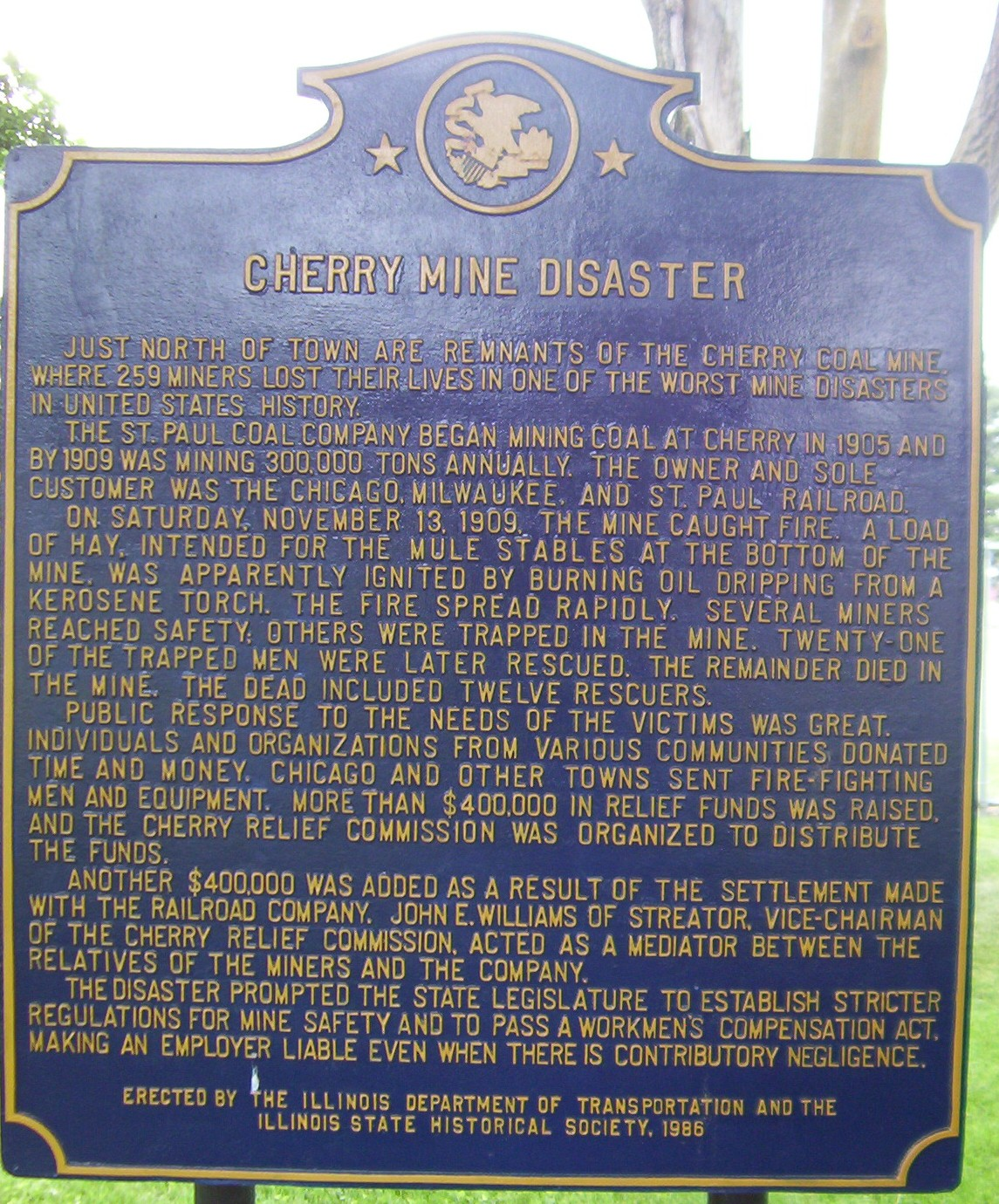
Plaque commémorative de la catastrophe de 1909 dans la mine de Cherry.

Cherry est un village du comté de Bureau dans l'Illinois, aux États-Unis,. Il est incorporé le 6 décembre 1905.
Le 13 novembre 1909, un incendie provoque une catastrophe dans la mine de Cherry, occasionnant la mort de 259 personnes.

## Démographie
Lors du recensement de 2010, le village comptait une population de 482 habitants. Elle est estimée, en 2016, à 461 habitants.